# Concierto para piano n.º 25 (Mozart)
El Concierto para piano n.º 25 en do mayor, K. 503, fue completado por Wolfgang Amadeus Mozart el 4 de diciembre de 1786, junto con la Sinfonía "Praga", KV 504. A pesar de que dos conciertos posteriores (KV 537 y KV 595) lo seguirían, esta obra es la última de los doce grandes conciertos para piano escritos en Viena entre 1784–1786. 

## Estructura
Aunque en la orquesta faltan clarinetes, se incluyen trompetas y timbales. El concierto es uno de los más largos de Mozart, con una duración de unos 33 minutos.
Consta de tres movimientos:
1. Allegro maestoso.
2. Andante, en fa mayor.
3. Allegretto.

Mientras que el concierto es frecuentemente comparado con la Sinfonía "Júpiter", Cuthbert Girdlestone considera que guarda mayor parecido con el Quinteto de cuerda en do mayor, K 515.
Al KV 503 se le ha prestado poca atención durante mucho tiempo en favor de los conciertos más "brillantes" de Mozart, tales como el Concierto para piano n.º 21 (Mozart). Aunque Mozart lo interpretó en vida en varias ocasiones, no fue tocado de nuevo en Viena hasta después de la muerte de Mozart, y solo ganó aprobación en el repertorio estándar en la última parte del siglo XX. No obstante, en la actualidad es considerado una de las grandes obras de Mozart.

### Allegro maestoso
No se admite la reproducción de audio en este navegador. Se puede descargar el archivo de audio.
El expansivo primer movimiento es uno de los movimientos de concierto más sinfónicos de Mozart. Este movimiento se desliza súbitamente dentro y fuera de la gama de los tonos mayores varias veces. Uno de los temas secundarios del primer movimiento del concierto es una marcha que recuerda en cierta medida a la Marsellesa. Beethoven hace alusión a este concierto en su propio Concierto para piano n.º 4. Además, el famoso motivo del primer movimiento de la célebre Quinta sinfonía de Beethoven parecer haber sido inspirada en este concierto. Asimismo, tanto el concierto n.º 25 de Mozart como el n.º 5 de Beethoven tienen una enérgica marcha en el primer movimiento que es interpretada primero en un tono menor, y pronto aparece gloriosamente en el modo mayor.

### Andante
El tranquilo segundo movimiento está en forma sonata, pero no presenta desarrollo. El viento es extensamente usado en él. 

### Allegretto
Comienzo:
No se admite la reproducción de audio en este navegador. Se puede descargar el archivo de audio.
El tercer movimiento es una sonata-rondó que se inicia con un tema de gavota tomado de la ópera de Mozart Idomeneo. Girdlestone considera este movimiento como el de carácter más serio. Como el primer movimiento, se encuentra en modo menor; sin embargo, finaliza seguro y triunfalmente.